# Federació Peruana de Futbol
La Federació Peruana de Futbol (Oficialment i en castellà Federación Peruana de Futbol, FPF) és l'ent governant del futbol al Perú. Va ser fundada el 23 d'agost de 1922, i es va afiliar el 1924. És membre de la CONMEBOL des del 1925, dirigeix directament la selecció peruana de futbol, la Copa Federación i les lligues amateurs del país.
Està involucrada indirectament en l'organització de la Primera Divisió peruana (avui Torneo Descentralizado) i la Segona Divisió. La seva seu es troba a la Villa Deportiva Nacional (VIDENA), situada a l'avinguda Aviación, núm. 2085, del districte de San Luis, a Lima.
La finalitat de la Federació és promoure, dirigir, administrar i controlar la pràctica del futbol aficionat i professional, d'acord amb el seu estatut, les normes reglamentàries que regeixen aquesta disciplina i els reglaments esportius internacions.

## Història
El 27 de febrer de 1912 va ser creada la "Lliga Peruana de Foot Ball" com la primera entitat que va pretendre organitzar el futbol nacional, encara que inicialment limitat a agrupar equips de Lima i el port del Callao. Des de 1912 fins a 1921 es va desenvolupar aquesta Lliga com a Campionat Peruà. L'any 1922 el torneig genera polèmica i com a conseqüència el 23 d'agost d'aquell any es crea la Federació Peruana de Futbol (FPF). El seu primer president va ser l'exfutbolista de l'Atlètic Chalaco i llavors president d'aquell club, Claudio Martínez Bodero qui va estar en el càrrec fins a 1926.Actualment el president és l'enginyer Agustín Lozano.
Els seus èxits més destacats són els 2 campionats de Copa Amèrica i la medalla d'or en els Jocs Olimpics de la Joventut 2014.